# Charles Winckler
Charles Gustav Wilhelm Winckler (Frederiksberg, Sjælland, 9 d'abril de 1867 – Frederiksberg, 17 de desembre de 1932) va ser un atleta i tirador de corda danès que va competir a cavall del segle xix i el segle xx.
El 1900 va prendre part en els Jocs Olímpics de París en tres proves. Dues d'atletisme, el llançament de pes i el llançament de disc, en què quedà eliminat en les rondes preliminars, i en la competició del joc d'estirar la corda, en què guanyà la medalla d'or formant part de l'equip mixt, sueco-danès.